# إلتون دوكو
إلتون دوكو (بالألبانية: Elton Doku‏) هو لاعب كرة قدم ألباني في مركز الدفاع، ولد في 1 أكتوبر 1986 في كرويه في ألبانيا. لعب مع بارتيزاني تيرانا ونادي سكندربيو كورتشه ونادي كوكسي ونادي لاتشي.

## وصلات خارجية
- إلتون دوكو على موقع الاتحاد الأوربي (الإنجليزية)
- إلتون دوكو على موقع قاعدة بيانات كرة القدم.إي يو (الإنجليزية)
- إلتون دوكو على موقع Soccerway.com (الإنجليزية)